# UCI女子ロードワールドカップ2011
UCI女子ロードワールドカップ2011は、UCI女子ロードワールドカップの2011年のシリーズ戦である。

## 日程
| 日   | # | レース名                                                       | 優勝者                         | チーム                         | 総合首位                     |
| ---- | - | -------------------------------------------------------------- | ------------------------------ | ------------------------------ | ---------------------------- |
| 3/27 | 1 | トロフェオ・アルフレード・ビンダ＝コムーネ・ディ・チッティリオ | エマ・プーリー                 | ガーミン・セルヴェロ・女子     | エマ・プーリー               |
| 4/3  | 2 | ロンド・ファン・フラーンデレン                                 | アネミック・ファン・フルテン   | ネデルラント・ブルイト         | アネミック・ファン・フルテン |
| 4/16 | 3 | ロンド・ファン・ドレンテ                                       | マリアンヌ・フォス             | ネデルラント・ブルイト         | アネミック・ファン・フルテン |
| 4/20 | 4 | フレッシュ・ワロンヌ                                           | マリアンヌ・フォス             | ネデルラント・ブルイト         | マリアンヌ・フォス           |
| 5/15 | 5 | ツアー・オブ・崇明島                                           | イーナ＝ヨーコ・トイテンベルク | HTC - ハイロード・女子         | マリアンヌ・フォス           |
| 6/5  | 6 | GP・デ・ラ・ビリェ・デ・バリャドリー                           | マリアンヌ・フォス             | ネデルラント・ブルイト         | マリアンヌ・フォス           |
| 7/30 | 7 | オープン・デ・スエデ・ヴォルゴルダ チームタイムトライアル      | チーム・HTC - ハイロード・女子 | チーム・HTC - ハイロード・女子 | マリアンヌ・フォス           |
| 7/31 | 8 | オープン・デ・スエデ・ヴォルゴルダ                             | アネミック・ファン・フルテン   | ネデルラント・ブルイト         | アネミック・ファン・フルテン |
| 8/28 | 9 | GP・ド・プルエー＝ブルターニュ                                 | アネミック・ファン・フルテン   | ネデルラント・ブルイト         | アネミック・ファン・フルテン |

## 総合成績

### 個人総合
| 順位 | 選手名                         | 国籍         | チーム                                       | ポイント |
| ---- | ------------------------------ | ------------ | -------------------------------------------- | -------- |
| 1    | アネミック・ファン・フルテン   | オランダ     | ネデルラント・ブルイト                       | 362      |
| 2    | マリアンヌ・フォス             | オランダ     | ネデルラント・ブルイト                       | 315      |
| 3    | エマ・ヨハンソン               | スウェーデン | ハイテック・プロダクツ - UCK                 | 223      |
| 4    | ユーディト・アルント           | ドイツ       | チーム・HTC - ハイロード・女子               | 184      |
| 5    | イーナ＝ヨーコ・トイテンベルク | ドイツ       | チーム・HTC - ハイロード・女子               | 143      |
| 6    | エマ・プーリー                 | イギリス     | ガーミン・セルヴェロ・女子                   | 135      |
| 7    | エリザベス・アーミステッド     | イギリス     | ガーミン・セルヴェロ・女子                   | 117      |
| 8    | キルステン・ウィルト           | オランダ     | AA・ドリンク - レオンティン.nl・サイクリング | 108      |
| 9    | マルティヌ・ブラス             | オランダ     | ドルマンス・ランドスケーピング・チーム       | 103      |
| 10   | タティアナ・アントシナ         | ロシア       | ガウッス                                     | 87       |